# Пихос, Сандра
Са́ндра М. «Сэ́нди» Пи́хос (англ. Sandra M. «Sandy» Pihos; род. 11 июня 1946, Питтсбург, Пенсильвания, США) — американский политик, бывший член Палаты представителей Иллинойса от 42-го (2003—2013) и 48-го (2013—2015) избирательных округов.

## Биография
Родилась 11 июня 1946 года в Питтсбурге (Пенсильвания, США) в греческой семье.
В 1968 году окончила Университет Маунт-Юнион со степенью бакалавра гуманитарных наук «с почётом» в области истории.
В 1971 году получила степень магистра наук в области среднего образования, руководства и наставничества в Университете Северного Иллинойса.
Работала учительницей и консультантом начальной и средней школы, занималась ресторанным менеджментом.
В 2003—2015 годах — член Палаты представителей Иллинойса от 42-го (2003—2013) и 48-го (2013—2015) избирательных округов.
В 2007 году благодаря ключевым усилиям Пихос Палата представителей Иллинойса приняла резолюцию в поддержку религиозной свободы для Вселенского патриархата Константинополя, дальнейшее проведение которой в Сенате штата, однако, было отложено. В результате аналогичная резолюция (SR 70) была принята Сенатом Иллинойса в 2013 году. В SR 70, являющейся частью инициированного в 2006 году Орденом святого апостола Андрея проекта «Religious Freedom Resolutions», содержится призыв к правительству Турции уважать религиозные свободы и права греческого православного меньшинства в преимущественно мусульманской стране после десятилетий юридических споров, конфискации имущества и закрытия в 1971 году единственной православной духовной семинарии в Турции — Халкинской богословской школы.

## Личная жизнь
В браке с Уильямом (Биллом) имеет двух дочерей (Андрия и Дианна) и двух сыновей (Питер и Майкл).
Уильям Пихос умер в 2016 году. Владел восемью ресторанами «McDonald’s» в округе Ду-Пейдж, а также был волонтёром в общине Глен-Эллина. Его отец, Питер Пихос, в 1950-х годах познакомился с основателем корпорации «McDonald’s» Рэем Кроком, в итоге став владельцем 11 ресторанов компании в Глен-Эллине и в западных пригородных районах.